# Сэмюэл Пиквик
Сэмюэл Пиквик (англ. Samuel Pickwick) — литературный персонаж, созданный Чарльзом Диккенсом. Мистер Пиквик — богатый старый джентльмен, эсквайр, основатель и бессменный президент Пиквикского клуба.

## Роман «Посмертные записки Пиквикского клуба»
Мистер Пиквик — главное действующее лицо в первом романе Чарльза Диккенса «Посмертные записки Пиквикского клуба». События разворачиваются в 1827—1828 годах. Сэмюэл Пиквик решает расширить свои представления о мире, поэтому в рамках Пиквикского клуба создаёт корреспондентское общество, целями которого являлись постоянные путешествия и «научные наблюдения» за современниками. В первый же день, после учреждения корреспондентского общества, Пиквик готов к приключениям:
С бритьем, одеванием и кофе покончено было быстро; не прошло и часа, как мистер Пиквик с чемоданом в руке, с подзорной трубой в кармане пальто и записной книжкой в жилетном кармане, готовой принять на свои страницы любое открытие, достойное внимания, прибыл на стоянку карет.
Чарльз Диккенс рисует старую Англию с самых различных её сторон, прославляя то её добродушие, то обилие в ней живых и симпатичных сил, которые приковали к ней лучших сынов мелкой буржуазии. Он изображает старую Англию в добродушнейшем, оптимистическом, благороднейшем старом чудаке, имя которого — мистер Пиквик — утвердилось в мировой литературе где-то неподалёку от великого имени Дон-Кихота. Если бы Диккенс написал эту свою книгу, не роман, а серию комических, приключенческих картин, с глубоким расчётом прежде всего завоевать английскую публику, польстив ей, дав ей насладиться прелестью таких чисто английских положительных и отрицательных типов, как сам Пиквик, незабвенный Сэмюэл Уэллер — мудрец в ливрее, Джингль и т. д., то можно было бы дивиться верности его чутья. Но скорее здесь брала своё молодость и дни первого успеха. Этот успех был вознесён на чрезвычайную высоту новой работой Диккенса, и надо отдать ему должное: он тотчас же использовал ту высокую трибуну, на которую взошёл, заставив всю Англию смеяться до колик над каскадом курьёзов Пиквикиады.

## Личность Пиквика
- С первых страниц романа Чарльз Диккенс вырисовывает мистера Пиквика как добродушного, честного, бескорыстного английского джентльмена, перевоплотившегося по ходу романа из суетливого обаятельного бездельника в героически-комического благодетеля, существующего для того, чтобы помогать ближним своим в обустройстве их счастья. Однако, согласно более глубокой задумке автора, изменений в Пиквике не происходит, меняется читатель по ходу чтения романа: после прочтения первых глав у него Пиквик ассоциируется со стереотипными представлениями о богачах, как о бестолковых бездельниках, ближе к концу романа стираются стереотипные представления, и в Пиквике читатель видит уже благородного человека.
- Читателю, безусловно, запомнились сияющие глаза и добрая улыбка мистера Пиквика, не раз возникавшие у него на лице.

Сэмюэл Уэллер — слуга Пиквика, просит его отпустить повидаться с отцом. Ответ Пиквика был следующим:— Конечно, Сэм, конечно! — сказал мистер Пиквик, у которого глаза заблестели от удовольствия, вызванного этим проявлением сыновнего чувства со стороны его слуги и спутника. — Конечно, Сэм!
- Старая петарда. Иногда доброта Пиквика доставляла ему немало проблем. Однажды Пиквик был обманут слугой хитрого злодея — Альфреда Джингля, который направил мистера Пиквика в женский пансионат. Тот в свою очередь, руководствуясь желанием разоблачить мошенника, отправился-таки в пансионат, однако женщины, снимавшие жилище в пансионате, восприняли Пиквика как вора и подняли тревогу. В это время Джингль со слугой уезжает из города, называя обманутого Сэмюэла Пиквика старой петардой.
- Мистер Пиквик мог постоять за себя. Во Флитской долговой тюрьме, куда великий муж попал по нежеланию платить мошенникам Додсону и Фоггу за проигранное дело в суде, один заключенный, по имени Зефир, сорвал с головы Пиквика ночной колпак и надел его другому пьяному джентльмену. Пиквик, конечно, воспринял это как издевательство и нанёс обидчику удар в грудь:Пиквик, отнюдь не предупреждая о своем намерении, энергически спрыгнул с постели и нанес Зефиру такой ловкий удар в грудь, что в значительной мере лишил его той легкости дыхания, которая связывается иногда с именем Зефира.
- Положительно прекрасный герой. Сэмюэла Пиквика, наряду с Дон Кихотом и Жаном Вальжаном, героем романа Виктора Гюго «Отверженные», нередко причисляют к группе положительно прекрасных героев.[1]

## Названы именем Пиквика

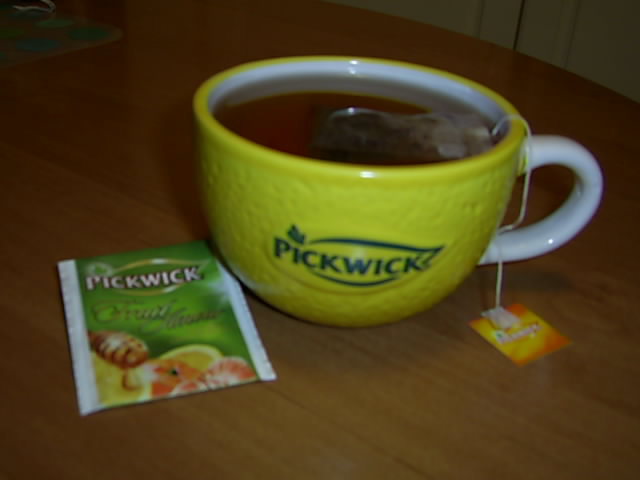
Чай «Пиквик»

- Чай «Пиквик» — торговая марка чая голландской компании Douwe Egberts.
- Синдром Пиквика — альвеолярная гиповентиляция, сопровождающаяся повышенной сонливостью. Наблюдается при выраженном ожирении[2]. На самом деле мистер Пиквик к данному синдрому не имеет никакого отношения, но в романе «Посмертные записки Пиквикского клуба» встречается увесистый парень Джо, который страдал выраженным ожирением и часто спал.
- Пиквики — кружок разночинной интеллигенции в Екатеринославе в 1857—1860 годах (до 1858 «Общество самосовершенствования»)

## Фильмография. Экранизация
- «Записки Пиквикского клуба» (1913) — немое кино. Режиссёр: Лоуренс Траймбл. Роль Пиквика исполняет Джон Банни;
- «Записки Пиквикского клуба» (телеспектакль) (1972) — режиссёр: Александр Прошкин; роль Пиквика исполняет Александр Калягин;[3]
- «Записки Пиквикского клуба» (телесериал) (1985) — комедийный сериал режиссёра Брайана Лайтхила. Роль Пиквика исполняет Найджел Сток;[4]
- «Записки Пиквикского клуба» (мультфильм) — режиссёр: Уорик Джилберт;
- «Пиквикский клуб» (фильм-спектакль) (1986) — режиссёры: Евгений Макаров, Георгий Товстоногов. Роль Пиквика исполняет Николай Трофимов[5].

## Наследие
Французский композитор  Клод Дебюсси посвятил этому персонажу юмористическую фортепианную пьесу: Hommage à S. Pickwick Esq. P.P.M.P.C. (№ 9 из Прелюдий, 2эмы Livre, опубликована в 1913 году).
Остров Пиквик - крупнейший из островов Питта, входящих в состав островов Биско, Антарктида. Он был назван Комитетом по топонимике Антарктики Соединенного Королевства (UK-APC) в 1959 году в честь Сэмюэля Пиквика, основателя Пиквикского клуба.